# ЖФК «Крылья Советов» в сезоне 2023
Сезон 2023 — 4-й сезон для «Крыльев Советов» в чемпионате России, в том числе первый в высшем дивизионе.

## События
- 12 февраля в юниорскую сборную России до 17 лет на УТС в Турции вызваны игроки «Крыльев» Мария Степашева и Екатерина Сарвилина[2].
- 16 февраля объявлено о выступлении ЖФК «Крылья Советов» в суперлиге 2023[1].
- 17 февраля объявлено о целе на сезон — 6 место[3].
- 20 февраля объявлено о вхождении в тренерский штаб Валентины Орловой и Анатолия Винокурова[4].
- 10 марта команда провела первый матч в высшем дивизионе и крупно уступила на выезде действующему чемпиону «Зениту»[5][6].
- 11 марта завершились турниры на Кубок Казани среди молодёжных команд и команд девочек:

| М | Команда                    | И | В | Н | П | Мячи   | ±   | О |
| - | -------------------------- | - | - | - | - | ------ | --- | - |
| 5 | «Крылья Советов–М»         | 5 | 1 | 0 | 4 | 6 − 16 | −10 | 3 |
| 3 | «Крылья Советов» (девочки) | 5 | 2 | 1 | 2 | 10 − 4 | +6  | 7 |

И — игры, В — выигрыши, Н — ничьи, П — проигрыши, Мячи — забитые и пропущенные голы, ± — разница голов, О — очки

- 6 апреля в юниорскую сборную России до 15 лет на УТС в Москву вызван игрок «Крыльев» Мария Кортунова[7].
- 7 мая София Иванова забила первый мяч команды «Крылья Советов» в суперлиге в ворота команды «Енисей» (Красноярск)[8]
- 15 июня новым главным тренером назначен Александр Цыганков[9]

## Предсезонные матчи
| М | Команда          | И | В | Н | П | Мячи   | ±  | О |
| - | ---------------- | - | - | - | - | ------ | -- | - |
| — | «Крылья Советов» | 4 | 0 | 1 | 3 | 3 − 10 | −7 | 1 |

И — игры, В — выигрыши, Н — ничьи, П — проигрыши, Мячи — забитые и пропущенные голы, ± — разница голов, О — очки

| 18 февраля 2023 | Рубин                                                                          | 6:1 | Крылья Советов | Казань                       |
| 10:00 МСК       | игрок на просмотре 5′, 65′ · Нурмиева 32′ · Черкасова 37′ · Долматова 45′, 75′ |     |                | Стадион: Центральный (манеж) |

| 23 февраля 2023 | Краснодар    | 2:1               | Крылья Советов | Белек                          |
| 15:00 МСК       | Шуба 3′, 38′ | отчёт обзор матча | 51′ Руднева    | Стадион: Папиллон Спортс Центр |

| 27 февраля 2023 | Динамо (Москва) | 1:1   | Крылья Советов | Белек                         |
| 15:00 МСК       | Уиллиамс 82′    | отчёт | 60′ Руднева    | Стадион: Аркадия Спорт Резорт |

| 4 марта 2023 | Чертаново (Москва) | 1:0 | Крылья Советов | Белек                        |
| 16:30 МСК    | Рукина             |     |                | Стадион: Беллис Спортс Центр |

## Текущий состав
| 1  | Беларусь | Вр  | Мария Свидунович              | 2000 |  |  |  |  |
| 36 | Россия   | Вр  | Елена Становова (→ Краснодар) | 2001 |  |  |  |  |
| 93 | Россия   | Вр  | София Прокопьева (→ )         | 2000 |  |  |  |  |
|    |          |     |                               |      |  |  |  |  |
| 2  | Россия   | Защ | Анна Чудилина (→ )            | 2006 |  |  |  |  |
| 13 | Россия   | Защ | Мария Дурнова (→ )            | 2004 |  |  |  |  |
| 14 | Россия   | Защ | Марина Дёгтева (→ )           | 2001 |  |  |  |  |
| 18 | Россия   | Защ | Алёна Пономарёва (→ )         | 2004 |  |  |  |  |
| 22 | Россия   | Защ | Виктория Соловова (→ )        | 2003 |  |  |  |  |
| 71 | Россия   | Защ | Юлия Анисимова (→ Краснодар)  | 1996 |  |  |  |  |
| 87 | Россия   | Защ | Рузана Колоскова (→ )         | 1997 |  |  |  |  |
|    |          |     |                               |      |  |  |  |  |

| 5  | Россия | ПЗ  | Мария Степашева (→ )         | 2007 |  |  |  |  |
| 6  | Россия | ПЗ  | София Иванова (→ )           | 2004 |  |  |  |  |
| 8  | Россия | ПЗ  | Юлия Присяжнюк (→ Локомотив) | 2001 |  |  |  |  |
| 11 | Россия | ПЗ  | Сабина Казиева (→ )          | 2004 |  |  |  |  |
| 12 | Россия | ПЗ  | Полина Гусарова (→ )         | 2004 |  |  |  |  |
| 15 | Россия | ПЗ  | Руслана Шешунова (→ )        | 2007 |  |  |  |  |
| 19 | Россия | ПЗ  | Софья Арцимович              | 2003 |  |  |  |  |
| 23 | Россия | ПЗ  | Екатерина Дианова (→ )       | 2006 |  |  |  |  |
| 27 | Россия | ПЗ  | Полина Гефко (→ )            | 2004 |  |  |  |  |
|    |        |     |                              |      |  |  |  |  |
| 10 | Россия | Нап | Юлия Рябова (→ )             | 2005 |  |  |  |  |
| 77 | Россия | Нап | Анастасия Руднева (→ )       | 2003 |  |  |  |  |

- →  академия «КС»

## Чемпионат
Предварительный этап
Турнирная таблица
| Поз | Команда        | И  | В | Н | П  | МЗ | МП | РМ  | О  | Квалификация или выбывание               |
| --- | -------------- | -- | - | - | -- | -- | -- | --- | -- | ---------------------------------------- |
| 8   | Краснодар      | 22 | 5 | 6 | 11 | 23 | 26 | −3  | 21 | Выход в заключительный этап (7-12 места) |
| 9   | Чертаново      | 22 | 5 | 6 | 11 | 16 | 30 | −14 | 21 | Выход в заключительный этап (7-12 места) |
| 10  | Енисей         | 22 | 5 | 2 | 15 | 14 | 35 | −21 | 17 | Выход в заключительный этап (7-12 места) |
| 11  | Рубин          | 22 | 2 | 4 | 16 | 13 | 50 | −37 | 10 | Выход в заключительный этап (7-12 места) |
| 12  | Крылья Советов | 22 | 1 | 3 | 18 | 6  | 71 | −65 | 6  | Выход в заключительный этап (7-12 места) |

1. 1 2  Разность забитых и пропущенных мячей во всех матчах: Краснодар: -3, Чертаново: -14

Результаты по турам
| Тур   | 01 | 02 | 03 | 04 | 05 | 06 | 07 | 08 | 09 | 10 | 11 | 12 | 13 | 14 | 15 | 16 | 17 | 18 | 19 | 20 | 21 | 22 |
| ----- | -- | -- | -- | -- | -- | -- | -- | -- | -- | -- | -- | -- | -- | -- | -- | -- | -- | -- | -- | -- | -- | -- |
| Поле  | В  | В  | Д  | Д  | Д  | В  | Д  | В  | Д  | В  | В  | Д  | Д  | В  | В  | В  | Д  | В  | Д  | В  | Д  | Д  |
| Итог  | П  | П  | Н  | П  | Н  | П  | П  | П  | П  | П  | П  | П  | П  | Н  | В  |    |    |    |    |    |    |    |
| Место | 12 | 12 | 9  | 11 | 11 | 11 | 11 | 12 | 12 | 12 | 12 | 12 | 12 | 12 | 12 |    |    |    |    |    |    |    |

Примечания Победа в матче Ничья в матче Поражение в матче 
| 10 марта 2023 1 тур | Зенит (Санкт-Петербург)                               | 5:0                             | Крылья Советов | Санкт-Петербург |
| 16:30 МСК | Диаш 12′, 77′ · Куропаткина 49′ · Гживиньска 60′, 90′ | отчёт обзор матча матч в записи |                | Стадион: Смена (поле 5) Судья: Анастасия Варфоломеева (Москва) Помощники судьи: Екатерина Чернова (Ульяновск), Екатерина Павленко (Кострома) Резервный судья: Вера Опейкина (Сочи) |
| Зенит (Санкт-Петербург): Воскобович, Куропаткина, Симановская, Цыбутович , Гживиньска, Семёнова ( 46' Эзенагу), Сорокина ( 61' Лазаревич), Трофимова, Диаш ( 84' Лазарева), Пантюхина ( 68' Ильиных), Якупова ( 61' Кики) · Крылья Советов: Прокопьева ( 85' Свидунович), Дурнова , Пономарёва, Арцимович, Гефко, Гусарова ( 57' Присажнюк), Иванова, Рябова, Степашева, Анисимова, Руднева 42' |                                                       |                                 |                | |

| 18 марта 2023 2 тур | ЦСКА (Москва)                                                                                   | 6:0              | Крылья Советов | Химки |
| 14:00 МСК | Анисимова 6′ (авт.) · Смирнова 36′ · Дамьянович 39′, 65′ · Онгене 45′ (пен.) · Черномырдина 50′ | отчёт отчёт ЦСКА |                | Стадион: Новые Химки Судья: Кристина Саакян (Воронеж) Помощники судьи: Инна Дмитриева (Санкт-Петербург), Ирина Чеченина (Череповец) Резервный судья: Ксения Горячева (Рязань) |
| ЦСКА (Москва): Тодуа, Братко, Дамьянович , Мясникова ( 61' Чернова), Коваленко ( 46' Плешкова), Петрова, Смирнова, Черномырдина 25', Онгене ( 61' Эводо Экого), Бизенкова ( 46' Мануйлова), Ордега ( 72' Кишмахова) · Крылья Советов: Свидунович, Дурнова , Пономарёва 26' ( 88' Чудилина), Арцимович, Гефко, Гусарова ( 53' Присажнюк), Иванова, Рябова, Степашева, Анисимова 45', Руднева ( 90' Дёгтева) |                                                                                                 |                  |                | |

| 25 марта 2023 3 тур | Крылья Советов | 0:0                     | Краснодар | Самара |
| 12:00 МСК |                | отчёт отчёт КС отчёт Кр |           | Стадион: Металлург Зрителей: 431 Судья: Кристина Душкова (Хабаровск) Помощники судьи: Екатерина Курочкина (Малаховка), Елена Покорская (Москва) Резервный судья: Яна Земскова (Самара) |
| Крылья Советов: Свидунович, Дурнова , Анисимова 60', Гефко, Пономарёва, Степашева, Рябова, Иванова ( 74' Присажнюк), Гусарова, Арцимович ( 90' Дианова), Руднева · Краснодар: Алешина, Пилигрым, Ястребинская 39', Смирнова, Буткевич ( 79' Костарева), Лихота, Органова ( 75' Самойлова), Барвинюк, Жаркова, Шуба, Басаева 76' |                |                         |           | |

| 1 апреля 2023 4 тур | Крылья Советов | 0:2   | Рубин (Казань)                | Самара |
| 13:00 МСК |                | отчёт | 43′ (авт.) Гефко · 79′ Долгих | Стадион: Металлург Зрителей: 100 Судья: Алина Вахрушева (Москва) Помощники судьи: Елена Красникова (Рузаевка), Елена Шнырова (Тюмень) Резервный судья: Елена Покорская (Москва) |
| Крылья Советов: Становова 53', Анисимова, Дурнова , Пономарёва 16', Арцимович ( 33' Гусарова, 82' Шешунова), Гефко 72', Иванова 80', Присяжнюк ( 82' Дианова), Рябова 25', Степашева 47', Руднева ( 60' Свидунович) · Рубин (Казань): Дронова, Косорукова, Шолгина , Бондарева, Докина ( 90' Куркина 90'), Ерёмина, Нестеренко ( 84' Цыплова), Долгих ( 86' Прошина), Долматова ( 84' Анисина), Хохлова, Черкасова |                |       |                               | |

| 15 апреля 2023 5 тур | Крылья Советов | 0:0   | Чертаново (Москва) | Самара |
| 11:30 МСК |                | отчёт | 90' Бессолова      | Стадион: Металлург Зрителей: 100 Судья: Найля Хасанова (Нижний Новгород) Помощники судьи: Елена Поликарпова, Анастасия Матвеева (обе — Тамбов) Резервный судья: Мария Ткачёва (Москва) |
| Крылья Советов: Свидунович, Анисимова, Дурнова 67', Пономарёва, Чудилина 63', Арцимович, Гефко, Гусарова ( 43' Руднева, 84' Казиева), Иванова, Присяжнюк, Рябова · Чертаново (Москва): Дудорова, Бессолова , Еременкова, Новик ( 67' Петрунькина), Фетисова ( 46' Джиникашвили), Белоусова ( 75' Сёмина), Данилочкина 86', Рукина, Свистунова, Тренькина, Шкалова ( 46' Петухова) |                |       |                    | |

| 22 апреля 2023 6 тур | Локомотив (Москва)                     | 3:0                 | Крылья Советов | Москва |
| 11:30 МСК | Маклинс 7′ · Кожникова 26′ · Шеина 39′ | отчёт отчёт Локо КС |                | Стадион: Сапсан Арена Зрителей: 55 Судья: Ксения Горячева (Рязань) Помощники судьи: Екатерина Бибикова (Краснодар), Ирина Чечерина (Череповец) Резервный судья: Алёна Бердникова (Санкт-Петербург) |
| Локомотив (Москва): Носенко, Галай ( 46' Самойлова), Морозова, Машкова, Мягкова, Кожникова , Козлова ( 46' Шухуэ 56'), Юкляева ( 46' Долгова), Шеина ( 80' Дельгадо), Лаисса ( 69' Морина), Маклинс · Крылья Советов: Становова, Чудилина ( 46' Соловова), Анисимова, Гефко, Пономарёва, Присяжнюк, Гусарова, Казиева ( 33' Руднева, 90+3' Дёгтева), Иванова , Рябова, Арцимович 68' |                                        |                     |                | |

| 29 апреля 2023 7 тур | Крылья Советов | 0:2   | Динамо (Москва)   | Самара |
| 16:00 МСК |                | отчёт | 23′, 31′ Уиллиамс | Стадион: Металлург Судья: Кристина Саакян (Воронеж) Помощники судьи: Екатерина Козырева (Чехов), Анна Кошман (Красноярск) Резервный судья: Анастасия Варфоломеева (Москва) |
| Крылья Советов: Становова, Анисимова, Пономарёва, Арцимович ( 77' Казиева), Гефко ( 50' Чудилина), Гусарова 26' ( 46' Руднева), Дианова , Иванова, Присяжнюк, Рябова, Степашева · Динамо (Москва): Таранченко, Бакланова , Божич, Дигурова, Никитина, Дричева ( 85' Первушина), Котельникова, Матич ( 66' Гейбиева), Фёдорова, Уиллиамс 21', Шестернёва 45' 45' |                |       |                   | |

| 7 мая 2023 8 тур | Енисей (Красноярск)   | 2:1 | Крылья Советов | Красноярск |
| 10:00 МСК | Брусова 50′ · Тир 71′ |     | 19′ Иванова    | Стадион: Арена Енисей Судья: Юлия Веселова (Москва) Помощники судьи: Анастасия Топорова (Омск), Елена Поликарпова (Тамбов) Резервный судья: Анна Кошман (Красноярск) |
| Енисей (Красноярск): Цирульникова, Дорофеева, Ек.Морозова 61' ( 75' Янушкявичюс), Алпатова, Ананьева , Брусова, Зайнутдинова ( 37' Тир), Мамедова 13', Ан.Морозова ( 90' Быкова), Васильева, Гайстенова · Крылья Советов: Становова, Анисимова, Дурнова 83', Пономарёва, Арцимович, Гефко, Иванова, Казиева ( 44' Руднева), Присяжнюк ( 73' Гусарова), Рябова, Степашева |                       |     |                | |

| 13 мая 2023 9 тур | Крылья Советов        | 1:2 | Рязань-ВДВ (Рязань)          | Самара |
| 16:00 МСК | Зиястинова 86′ (авт.) |     | 22′ Зубкова · 77′ Перепечина | Стадион: Металлург Судья: Любовь Тарбеева (Киров) Помощники судьи: Инна Дмитриева (Санкт-Петербург), Елена Покорская (Москва) Резервный судья: Ольга Сафронова (Самара) |
| Крылья Советов: Становова, Анисимова, Пономарёва, Гефко, Гусарова ( 61' Арцимович), Иванова 44', Казиева, Присяжнюк, Рябова, Степашева 75', Руднева ( 27' Чудилина) · Рязань-ВДВ (Рязань): Жаманакова , Берендеева, Долматова, Зиястинова, Королёва ( 90' Люкина), Чередина, Дубова ( 73' Солина), Коноваева ( 84' Завадкина), Перепечина, Ященко 41', Зубкова |                       |     |                              | |

| 20 мая 2023 10 тур | Звезда-2005 (Пермь)                                          | 4:0 | Крылья Советов | Пермь |
| 11:00 МСК | Шахова 54′ · Акимова 75′ · Чудилина 84′ (авт.) · Шишкина 90′ |     |                | Стадион: Звезда Судья: Мария Ткачёва (Москва) Помощники судьи: Анастасия Топорова (Омск), Инна Дмитриева (Санкт-Петербург) Резервный судья: Елена Покорская (Москва) |
| Звезда-2005 (Пермь): Зварич, Акимова, Еремеева, Ковтун, Шведова, Нургалиева, Сергейчик ( 80' Рогожкина), Тиховодова ( 80' Жукова), Шахова ( 80' Осипова), Курочкина ( 68' Белая), Шишкина · Крылья Советов: Становова, Анисимова , Дурнова, Пономарёва ( 57' Руднева), Чудилина, Арцимович, Гефко, Иванова, Казиева ( 81' Соловова), Присяжнюк, Рябова |                                                              |     |                | |

| 27 мая 2023 11 тур | Ростов (Ростов-на-Дону)             | 4:0 | Крылья Советов | Ростов-на-Дону |
| 17:00 МСК | Юхаева 44′ · Краснова 77′, 79′, 89′ |     |                | Стадион: Олимп имени Виктора Понедельника Судья: Юлия Веселова (Москва) Помощники судьи: Инна Дмитриева (Санкт-Петербург), Анна Кошман (Красноярск) Резервный судья: Кристина Варяница (Краснодар) |
| Ростов (Ростов-на-Дону): Чернышова, Голощекова, Запотичная , Мызникова, Пестерева ( 46' Новикова), Туриева, Шалимова, Краснова, Пешкова 48', Родионенко, Юхаева ( 78' Винникова) · Крылья Советов: Становова, Анисимова , Дурнова, Пономарёва, Чудилина ( 81' Колоскова), Арцимович, Гефко, Иванова, Казиева ( 70' Гусарова), Присяжнюк, Рябова |                                     |     |                | |

| 3 июня 2023 12 тур | Крылья Советов | 0:8 | Зенит (Санкт-Петербург)                                                                        | Самара |
| 14:00 МСК |                |     | 3′, 26′, 43′ Диаш · 9′ Якупова · 32′ Гживиньска · 47′ Куропаткина · 83′ Ильиных · 89′ Шафирова | Стадион: Металлург Судья: Карина Афанасьева (Курск) Помощники судьи: Елена Поликарпова (Тамбов), Наталья Тарасенкова Резервный судья: Яна Земскова (Самара) |
| Крылья Советов: Становова, Анисимова 77', Дурнова, Пономарёва ( 87' Чудилина), Арцимович, Гефко, Иванова, Казиева ( 81' Гусарова), Присяжнюк, Рябова, Руднева · Зенит (Санкт-Петербург): Воскобович, Лазаревич, Куропаткина, Цыбутович , Мирзалиева, Поздеева, Якупова ( 46' Трофимова), Гживиньска ( 66' Шарифова), Пантюхина ( 80' Ильиных), Диаш ( 66' Швендески), Семёнова ( 46' Эзенагу) |                |     |                                                                                                | |

| 10 июня 2023 13 тур | Крылья Советов | 0:7 | ЦСКА (Москва)                                                                                | Самара |
| 16:00 МСК |                |     | 7′ Мануйлова · 18′ (пен.), 28′ Дамьянович · 46′, 74′ Бизенкова · 82′ Смирнова · 89′ Плешкова | Стадион: Металлург Судья: Кристина Саакян (Воронеж) Помощники судьи: Инна Дмитриева (Санкт-Петербург), Анастасия Матвеева (Тамбов) Резервный судья: Ольга Сафронова (Самара) |
| Крылья Советов: Становова , Дурнова, Чудилина ( 90' Степашева), Арцимович, Гефко, Гусарова, Иванова, Казиева ( 84' Пономарёва), Присяжнюк, Рябова, Руднева · ЦСКА (Москва): Тодуа, Братко ( 46' Алексеева), Дамьянович , Мануйлова 24' ( 66' Чернова), Плешкова, Ачоян, Коваленко ( 46' Бизенкова), Ордега ( 73' Яковлева), Петрова, Смирнова, Онгене ( 73' Эвого Экого) |                |     |                                                                                              | |

| 24 июня 2023 14 тур | Краснодар                           | 1:1   | Крылья Советов | Краснодар |
| 19:00 МСК | Жаркова 45'+4' · Дурнова 48′ (авт.) | отчёт | 35′ Иванова    | Стадион: академии ФК «Краснодар» Зрителей: 161 Судья: Мария Ткачёва (Москва) Помощники судьи: Анастасия Топорова (Омск), Елена Покорская (Москва) Резервный судья: Екатерина Бибикова (Краснодар) |
| Краснодар: Санжаровская, Тимонина 34' ( 46' Буткевич), Ястребинская, Смирнова, Пилигрым 79', Лихота 50' ( 73' Органова), Новосад, Барвинок, Костарева ( 46' Шуба), Жаркова 24', Самойленко ( 89' Воротынцева) · Крылья Советов: Становова, Арцимович, Дурнова, Гефко, Анисимова , Присяжнюк, Степашева, Рябова, Иванова, Казиева ( 90' Гусарова), Руднева |                                     |       |                | |

| 1 июля 2023 15 тур | Рубин (Казань) | 0:1 | Крылья Советов | Казань |
| 17:30 МСК |                |     | 39′ Дурнова    | Стадион: Трудовые резервы Судья: Юлия Веселова (Москва) Помощники судьи: Екатерина Бибикова (Краснодар), Елена Собчук (Санкт-Петербург) Резервный судья: Алина Вахрушева (Москва) |
| Рубин (Казань): Фомченко, Карагезян, Косорукова ( 73' Долгих), Кулинич, Шолгина, Бондарева, Анисина, Долматова, Нурмиева , Хохлова, Черкасова · Крылья Советов: Становова, Анисимова 65', Дурнова, Арцимович, Гефко, Иванова, Казиева ( 75' Гусарова), Присяжнюк, Рябова ( 90' Прокопьева), Степашева, Руднева ( 81' Пономарёва) |                |     |                | |

| *12 августа 2023 16 тур | Чертаново (Москва) | -:- | Крылья Советов |  |
| 0:00 МСК                |                    |     |                |  |

| *19 августа 2023 17 тур | Крылья Советов | -:- | Локомотив (Москва) |  |
| 0:00 МСК                |                |     |                    |  |

| *26 августа 2023 18 тур | Ростов (Ростов-на-Дону) | -:- | Крылья Советов |  |
| 0:00 МСК                |                         |     |                |  |

| *2 сентября 2023 19 тур | Крылья Советов | -:- | Енисей (Красноярск) |  |
| 0:00 МСК                |                |     |                     |  |

| *9 сентября 2023 20 тур | Рязань-ВДВ (Рязань) | -:- | Крылья Советов |  |
| 0:00 МСК                |                     |     |                |  |

| *30 сентября 2023 21 тур | Крылья Советов | -:- | Звезда-2005 (Пермь) |  |
| 0:00 МСК                 |                |     |                     |  |

| *7 октября 2023 22 тур | Крылья Советов | -:- | Ростов (Ростов-на-Дону) |  |
| 0:00 МСК               |                |     |                         |  |

* Недостаточно информации о матче

## Кубок
| 17 июня 2023 1/16 финала | Нижний Новгород | 0:3           | Крылья Советов                             | Нижний Новгород |
| 15:00 МСК |                 | матч в записи | 8′ Присяжнюк · 22′ Иванова · 31′ Анисимова | Стадион: Мещерский Зрителей: 30 Судья: Кристина Варяница (Сочи) Помощники судьи: Анастасия Охримова (Чебоксары), Виктория Гарина (Хабаровск) Резервный судья: Мария Балабанова (Брянск) |
| Нижний Новгород: Козина, Гулько, Трофимова, Кутырёва ( 45' Шульпина), Загребиева, Г.Иванова , Бебунова ( 82' Овечкина), Буканова, Ёлкина ( 57' Ек.Рябова), Кротова, Сонюшкина · Крылья Советов: Становова ( 46' Прокопьева), Арцимович, Дурнова, Гефко, Анисимова , Присяжнюк, Степашева ( 75' Соловова), Ю.Рябова ( 59' Дёгтева), С.Иванова ( 46' Пономарёва), Казиева ( 46' Гусарова), Руднева |                 |               |                                            | |

| 8 июля 2023 1/8 финала | Крылья Советов | 0:1 | Ростов (Ростов-на-Дону) | Самара |
| 16:00 МСК |                |     | 54′ (пен.) Пешкова      | Стадион: Металлург Судья: Ксения Горячева (Рязань) Помощники судьи: Екатерина Козырева (Чехов), Анастасия Охримова (Чебоксары) Резервный судья: Яна Земскова (Самара) |
| Крылья Советов: Становова, Анисимова , Дурнова, Пономарёва ( 52' Казиева), Арцимович 83', Гефко, Гусарова ( 52' Шешунова), Иванова, Присяжнюк, Рябова ( 79' Колоскова), Степашева · Ростов (Ростов-на-Дону): Чернышова, Голощекова, Запотичная , Мызникова, Качмазова ( 87' Винникова), Пестерева, Туриева, Шалимова, Краснова, Пешкова, Родионенко |                |     |                         | |

## Игры и голы
| №.            | Нац.          | Позиция | Игрок             | Всего | Всего | Чемпионат | Чемпионат | Кубок | Кубок |
| №.            | Нац.          | Позиция | Игрок             | Игры  | Голы  | Игры      | Голы      | Игры  | Голы  |
| Вратари       |               |         |                   |       |       |           |           |       |       |
| ------------- | ------------- | ------- | ----------------- | ----- | ----- | --------- | --------- | ----- | ----- |
| 1             | Флаг Беларуси | Вр      | Мария Свидунович  | 5     | -8    | 5         | -8        | -     | -     |
| 36            | Флаг России   | Вр      | Елена Становова   | 13    | -35   | 11        | -34       | 2     | -1    |
| 93            | Флаг России   | Вр      | София Прокопьева  | 3     | -4    | 2         | -4        | 1     | 0     |
| Защитники     |               |         |                   |       |       |           |           |       |       |
| 2             | Флаг России   | Защ     | Анна Чудилина     | 9     | 0     | 9         | 0         | -     | -     |
| 13            | Флаг России   | Защ     | Мария Дурнова     | 14    | 1     | 12        | 1         | 2     | 0     |
| 14            | Флаг России   | Защ     | Марина Дёгтева    | 3     | 0     | 2         | 0         | 1     | 0     |
| 18            | Флаг России   | Защ     | Алёна Пономарёва  | 16    | 0     | 14        | 0         | 2     | 0     |
| 22            | Флаг России   | Защ     | Виктория Соловова | 3     | 0     | 2         | 0         | 1     | 0     |
| 71            | Флаг России   | Защ     | Юлия Анисимова    | 16    | 1     | 14        | 0         | 2     | 1     |
| 87            | Флаг России   | Защ     | Рузана Колоскова  | 2     | 0     | 1         | 0         | 1     | 0     |
| Полузащитники |               |         |                   |       |       |           |           |       |       |
| 5             | Флаг России   | ПЗ      | Мария Степашева   | 12    | 0     | 10        | 0         | 2     | 0     |
| 6             | Флаг России   | ПЗ      | София Иванова     | 17    | 3     | 15        | 2         | 2     | 1     |
| 8             | Флаг России   | ПЗ      | Юлия Присяжнюк    | 17    | 1     | 15        | 0         | 2     | 1     |
| 10            | Флаг России   | ПЗ      | Юлия Рябова       | 17    | 0     | 15        | 0         | 2     | 0     |
| 11            | Флаг России   | ПЗ      | Сабина Казиева    | 13    | 0     | 11        | 0         | 2     | 0     |
| 12            | Флаг России   | ПЗ      | Полина Гусарова   | 17    | 0     | 15        | 0         | 2     | 0     |
| 15            | Флаг России   | ПЗ      | Руслана Шешунова  | 2     | 0     | 1         | 0         | 1     | 0     |
| 19            | Флаг России   | ПЗ      | Софья Арцимович   | 17    | 0     | 15        | 0         | 2     | 0     |
| 23            | Флаг России   | ПЗ      | Екатерина Дианова | 3     | 0     | 3         | 0         | -     | -     |
| 27            | Флаг России   | ПЗ      | Полина Гефко      | 17    | 0     | 15        | 0         | 2     | 0     |
| Нападающие    |               |         |                   |       |       |           |           |       |       |
| 77            | Флаг России   | Нап     | Анастасия Руднева | 15    | 0     | 14        | 0         | 1     | 0     |

тренерская статистика
| Главный тренер     | Турнир    | Начало сезона | Окончание сезона | Результаты | Результаты | Результаты | Результаты | Результаты |
| Главный тренер     | Турнир    | Начало сезона | Окончание сезона | И          | В          | Н          | П          | В %        |
| ------------------ | --------- | ------------- | ---------------- | ---------- | ---------- | ---------- | ---------- | ---------- |
| Галина Комарова    | Чемпионат | 10 марта 2023 | 15 июня 2023     | 13         | 0          | 2          | 11         | 000,00     |
| Александр Цыганков | Чемпионат | 15 июня 2023  | н. в.            | 2          | 1          | 1          | 0          | 050,00     |
| Александр Цыганков | Кубок     | 15 июня 2023  | н. в.            | 2          | 1          | 0          | 1          | 050,00     |
| Всего              | Всего     | Всего         | Всего            | 17         | 2          | 3          | 12         | 011,76     |

## Тренерско-административный состав
| Главный тренер               | Александр Цыганков |
| Старший тренер               | Галина Комарова    |
| Тренер по работе с вратарями | Анатолий Винокуров |
| Начальник команды            | Валентина Орлова   |

## Выступления за Сборные в сезоне
матчи за сборные после 1 июня 2022 года — даты официального окончания сезона 2021/2022
| Игрок               | Дата               | Соперники          | Статус             | Счёт               | Статистика                                    | Источник           |
| Россия (до 16 лет)  | Россия (до 16 лет) | Россия (до 16 лет) | Россия (до 16 лет) | Россия (до 16 лет) | Россия (до 16 лет)                            | Россия (до 16 лет) |
| ------------------- | ------------------ | ------------------ | ------------------ | ------------------ | --------------------------------------------- | ------------------ |
| Екатерина Сарвилина | 24 мая 2023        | Кыргызстан (16)    | Турнир развития    | 16:0               | 45' ( 46'), 46′, 49′, 56′, 65′, 68′, 82′, 86′ | [ 12 ]             |
| Екатерина Сарвилина | 26 мая 2023        | Беларусь (16)      | Турнир развития    | 1:0                | 12' 78'                                       | [ 13 ]             |
| Екатерина Сарвилина | 29 мая 2023        | Узбекистан (16)    | Турнир развития    | 9:0                | 7' 45', 7′                                    | [ 14 ]             |
| Мария Степашева     | 29 мая 2023        | Узбекистан (16)    | Турнир развития    | 9:0                | 68' ( 68'), 45′ (пен.),                       | [ 14 ]             |